# Satyrus lativitta
Satyrus lativitta är en fjärilsart som beskrevs av John Henry Leech 1892. Satyrus lativitta ingår i släktet Satyrus och familjen praktfjärilar. Inga underarter finns listade.